# Suci
Suci (Greacă: Σοῦκοι sau Σύκοι S(o)ukoi) a fost un trib dacic situat în zona Olteniei de astăzi. Fortăreața lor principală era Sucidava, în ceea ce este acum Corabia, pe malul nordic al Dunării. Sucii au fost identificați ca strămoși ai Slaviilor menționați de Menandru Protector în secolul al VI-lea.  "În munții Haemus se cunoaste trecătoarea Succilor, controlată mult timp de acest trib și identificată azi cu Sulu Derbend sau Demir Kapu. Despre importanța ei strategică vorbesc Ammiannus Marcelinus și alți istorici." 